# Holoparamecus gabrielae
Holoparamecus gabrielae là một loài bọ cánh cứng trong họ Endomychidae. Loài này được Ruecker miêu tả khoa học năm 2003.